# 安藤裕子
安藤 裕子（あんどう ゆうこ、1977年5月9日 - ）は、日本のシンガーソングライター、俳優。神奈川県横浜市青葉区出身。所属事務所はホリプロ。

## 来歴
- 森村学園中等部・高等部、フェリス女学院大学卒業[3]。
- 当初、音楽に対して特別な思い入れは持たず[5]、絵を描くことなどを趣味としていたが、もの作りに携わりたいという思いから学生時代に映画や映像の職業を志す[6]。しかし映画製作会社へ脚本を持ち込むなど就職活動をするもうまくいかなかったため、周囲の勧めもあり、勉強のため芸能事務所を通して役者の仕事をするようになった。その間、テレビドラマにエキストラとして出演したこともあった[5]。
- 大学3年生のときに役者として受けた舞台オーディションで、課題として演技の他に歌を一曲歌を披露し、その時の歌が思いがけずオリコンの小池聰行に評価される[7]。これがきっかけで音楽活動を始め[8]、以後、シンガーソングライターとして歩むことになった。
- 2002年当時、役者と並行して音楽活動の準備をしていたが、ドラマ出演を通じて親交のあった堤幸彦の監督作品映画『2LDK』のエンディングテーマに、デモバージョンであった「隣人に光が差すとき」が抜擢される[9]。堤は安藤から渡された同曲のデモテープを聴いて即決したそうである[9]。なお、この時の名義は「安藤ゆう子」だった。
- 2003年7月、ミニアルバム『サリー』でCDデビュー[2]。同年11月に関係者のみのコンベンションライブを行う。
- 2005年より、月桂冠『つき』のCMソングに、「のうぜんかつら （リプライズ）」が起用される[2]。当初CMにはCMソングのクレジットがなく、問い合わせが殺到するほど話題となる。クラムボンの原田郁子と間違われることもしばしばあった。この曲は彼女の祖父が亡くなったときに祖母が書いたポエムを基に作られている。同曲を収録したアルバム『Merry Andrew』はオリコントップ10入りを果たし[10]、「遅咲きの歌姫」「次世代のシンガーソングライター」として注目されるようになった[6]。
- 2006年12月には自身初の全国ツアーを敢行し、以後毎年恒例行事となっている[11]。また、2008年からは47都道府県の制覇を目標に、アコースティックツアーを試みるなど、ライブに重点を置いた活動をしている[12][13]。
- 2009年4月には、ベストアルバム『THE BEST '03〜'09』を発売[14]。選曲や曲順に本人が関わっている[14]。
- 2011年5月、公式サイトにて妊娠を発表[15]。それにより、行っていたアコースティックライブツアーの一部を中止することも発表された[15]。
- 2017年5月20日、前年発売のアルバム『頂き物』をもってレコード会社との契約終了を公式サイトにて発表[16]。
- 2017年6月3日、初のセルフ・プロデュースとなる2曲入りの自主制作シングルCD「雨とぱんつ」を、ライブ会場と公式サイトにて発売[17]。

## 音楽性
- ほとんどの曲を自身で作詞作曲しており、全ての曲で山本隆二が編曲を担当している。曲の制作は、まず安藤が詞と曲を作り、録音してアレンジャーの山本隆二に渡す。山本はそれをもとにしてアレンジを施し、デモを制作する。さらにディレクターである安藤雄司が加わり、三人の合議によりプリプロダクションが行なわれ、参加ミュージシャンを選定しレコーディングに至る。
- 憧れの歌手として研ナオコを挙げている。
- シングルのカップリングとして『大人のまじめなカバーシリーズ』と称し、自身が影響を受けているという1970年代、1980年代の他のアーティストの往年のヒット曲のカヴァーをすることが慣例になっている。

## 人物
- オフィシャルサイト内の日記で自分のことを「ねえやん」と呼称している。
- セルフメイク・セルフスタイリングの姿勢は歌手デビュー当時から貫いており、ファッション雑誌の仕事も多い。
- 自身の作品のPVの制作に携わることが多い。これまでに「サリー」「ドラマチックレコード」「忘れものの森」「隣人に光が差すとき」「唄い前夜」の5作を映像作家と共作している。
- 絵を描くのが好きで（本人は「落書き」と表現している）、自身の多くのCDのアートワークに関わっている。その際はÜchary Andrew（ユーチャリー・アンドリュー）を名乗る。ツアーグッズのデザイン等も本人が手がける。
- 幼い頃から市川崑監督の金田一耕助シリーズを見るのが好きで、その影響で横溝正史の小説のファンである（DJを務めるラジオ番組『OH! MY RADIO』（J-WAVE）では犬神家の一族の朗読のコーナー「横溝正史の謎を解け。」を設けている）。
- 一青窈とは中学・高校（森村学園）の先輩後輩の関係。現在も交友があるかは不明。テレビ朝日アナウンサーの石井希和とは中学から大学までの同級生。
- 甲殻類アレルギーのため、エビやカニが食べられない。バナナも苦手。
- 夢は「小さな家庭を築いてその幸せを長くつづけること」。

## 主な出演

### 映画
- 守ってあげたい!（1999年）：南芽野（他班の優等生隊員）役
- 催眠（1999年）：木田役
- ぶどうのなみだ（2014年）：エリカ役
- 関ヶ原（2017年）：於辰の方 役
- フードロア：Life in a Box（2020年）：スランプに陥った絵本作家 役
- そして、バトンは渡された（2021年）：水戸香織 役
- キリエのうた（2023年） - 沖津亜美 役[18]
- ミーツ・ザ・ワールド（2025年公開予定）[19]

### テレビドラマ
- ソムリエ 第2話（1998年）：木崎菜穂の友人 役[20]
- 恋の奇跡 第5,12話（1999年）
- 土曜ワイド劇場 特急車掌永瀬はるかの事件簿　京都－白浜オーシャンアロー殺人事件（1999年）：乗務員 役
- 恋愛詐欺師 第1話（1999年）：OL 役
- 池袋ウエストゲートパーク 第1,3,6,8,9,10,11話（2000年）：カオル（水野シュンの彼女）役
- だから殺せなかった（2022年）- 江原むつみ 役
- À Table!〜歴史のレシピを作ってたべる〜 第6話（2023年） - 伏見佐紀 役
- パリピ孔明 第8話（2023年） - 月見英子の母 役[21]
- 時をかけるな、恋人たち 第5話（2023年） - 矢野美郷 役
- 秘密〜THE TOP SECRET〜 第8話（2025年3月17日、関西テレビ・フジテレビ） - 平野美奈子 役[22]

### 出演CM
- 日立製作所 au 携帯電話「W32H」（2005年）
- サッポロ飲料 「ゲロルシュタイナー」（2010年）
- 東京メトロ 『Find my Tokyo.』CM「和光市 みずみずしい街」篇（2018年）
- パナソニック ビストロ×キッチンポケット「愛しいただいま」篇（2021年）

### ラジオ番組
- 「Splash Dream」（Date fm 2004年2月）
- 「Middle Tempo Magic」 （NORTH WAVE 2004年7月〜12月）
- 「OH! MY RADIO」（J-WAVE 木曜日担当・2006年10月〜2007年3月）
  - 2006年10月5日第1回放送。レミオロメンの後継として木曜日を担当した。
  - 宮川弾、CHARA、堤幸彦、茂木欣一がゲスト出演した。
  - スネオヘアーがたびたびコメントを寄せていた。
- 「THE UNIVERSE」（J-WAVE 月曜日担当・2024年4月〜）

## ディスコグラフィ

### シングル

#### 配信限定シングル
| 通算 | 発売日        | タイトル                     |
| ---- | ------------- | ---------------------------- |
| 1    | 2010年4月21日 | 問うてる                     |
| 2    | 2015年12月3日 | Last Eye                     |
| 3    | 2016年2月17日 | Touch me when the world ends |
| 4    | 2018年4月8日  | 探偵物語                     |
| 5    | 2018年8月8日  | これでいいんだよ feat.TOKU   |
| 6    | 2019年6月12日 | 恋しい                       |
| 7    | 2019年7月27日 | 鑑                           |
| 8    | 2021年8月10日 | ReadyReady                   |
| 9    | 2023年6月28日 | さくらんぼみたいな恋がしたい |
| 10   | 2024年10月2日 | 夜の怪物                     |

#### レンタル専用シングル
1. 歩く（2010年8月18日）

### アルバム

#### オリジナル・アルバム
| 枚   | 発売日         | タイトル            | 規格                   | 規格品番      | オリコン 最高位 |
| ---- | -------------- | ------------------- | ---------------------- | ------------- | --------------- |
| 1st  | 2004年9月8日   | Middle Tempo Magic  | CD                     | CTCR-14367    | 64位            |
| 2nd  | 2006年1月25日  | Merry Andrew        | CD                     | CTCR-14454    | 10位            |
| 2nd  | 2015年11月3日  | Merry Andrew        | アナログ盤             | HRLP008       |                 |
| 3rd  | 2007年2月14日  | shabon songs        | CD+DVD                 | CTCR-14514/B  | 6位             |
| 3rd  | 2007年2月14日  | shabon songs        | CD                     | CTCR-14515    | 6位             |
| 4th  | 2008年5月21日  | chronicle.          | CD+DVD                 | CTCR-14579/B  | 11位            |
| 4th  | 2008年5月21日  | chronicle.          | CD                     | CTCR-14580    | 11位            |
| 5th  | 2010年9月8日   | JAPANESE POP        | CD                     | CTCR-14683    | 10位            |
| 6th  | 2012年3月28日  | 勘違い              | CD（初回限定盤）       | CTCR-14760X   | 16位            |
| 6th  | 2012年3月28日  | 勘違い              | CD                     | CTCR-14760    | 16位            |
| 7th  | 2013年10月2日  | グッド・バイ        | CTCR-14804             | CTCR-14760    | 13位            |
| 8th  | 2015年1月28日  | あなたが寝てる間に  | CD（初回限定盤）       | CTCR-14840X   | 29位            |
| 8th  | 2015年1月28日  | あなたが寝てる間に  | CD                     | CTCR-14840    | 29位            |
| 9th  | 2016年3月2日   | 頂き物              | CD+DVD（初回限定盤）   | CTCR-14894/BX | 21位            |
| 9th  | 2016年3月2日   | 頂き物              | CD+DVD                 | CTCR-14894/B  | 21位            |
| 9th  | 2016年3月2日   | 頂き物              | CD                     | CTCR-14895    | 21位            |
| 10th | 2020年8月26日  | Barometz            | CD（Loppi・HMV限定盤） | BRCA-00110    | 44位            |
| 10th | 2020年8月26日  | Barometz            | CD                     | PCCA-04958    | 44位            |
| 11th | 2021年11月17日 | Kongtong Recordings | CD                     | PCCA-06075    | 47位            |
| 12th | 2023年10月11日 | 脳内魔法            | CD                     | UCAD-0001     | 107位           |

#### ミニ・アルバム
| 枚  | 発売日        | タイトル             | 規格品番                                      | オリコン 最高位 |
| --- | ------------- | -------------------- | --------------------------------------------- | --------------- |
| 1st | 2003年7月9日  | サリー               | CTCR-14263                                    | 圏外            |
| 1st | 2016年4月16日 | サリー               | HRLP018（アナログ盤）                         |                 |
| 2nd | 2004年1月28日 | and do, record.      | CTCR-14301                                    | 60位            |
| 2nd | 2016年4月16日 | and do, record.      | HRLP019（アナログ盤）                         |                 |
| 3rd | 2004年1月28日 | Acoustic Tempo Magic | CTCR-14823X（DVD付属盤） CTCR-14823（通常盤） | 39位            |
| 4th | 2018年6月27日 | ITALAN               | LNCM-1254（初回限定盤） LNCM-1253（通常盤）   | 58位            |

#### ベスト・アルバム
| 枚  | 発売日        | タイトル          | 規格品番                                       | オリコン 最高位 |
| --- | ------------- | ----------------- | ---------------------------------------------- | --------------- |
| 1st | 2009年4月15日 | THE BEST '03〜'09 | CTCR-14627/B（DVD付属盤） CTCR-14628（通常盤） | 5位             |

#### カヴァー・アルバム
| 枚  | 発売日        | タイトル                     | 規格品番                                       | オリコン 最高位 |
| --- | ------------- | ---------------------------- | ---------------------------------------------- | --------------- |
| 1st | 2011年3月2日  | 大人のまじめなカバーシリーズ | CTCR-14713/B（DVD付属盤） CTCR-14714（通常盤） | 19位            |
| 1st | 2015年11月3日 | 大人のまじめなカバーシリーズ | HRLP007（アナログ盤）                          |                 |
| 1st | 2024年2月28日 | 大人のまじめなカバーシリーズ | AQJH-77633（アナログ盤再発）                   |                 |

#### ライブ・アルバム
| 枚  | 発売日        | タイトル                       | 規格品番     |
| --- | ------------- | ------------------------------ | ------------ |
| 1st | 2019年3月27日 | Acoustic Live 2019-18 at Tokyo | LNCM-1282〜3 |

#### 配信限定アルバム
| 枚  | 発売日        | タイトル             |
| --- | ------------- | -------------------- |
| 1st | 2015年7月29日 | 安藤裕子入門編(LOVE) |

### アナログ盤
| 発売日         | タイトル                          | 規格品番    |
| -------------- | --------------------------------- | ----------- |
| 2015年11月03日 | 大人のまじめなカバーシリーズ      | HRLP007     |
| 2015年11月03日 | Merry Andrew                      | HRLP008     |
| 2016年04月16日 | サリー                            | HRLP018     |
| 2016年04月16日 | and do,record.                    | HRLP019     |
| 2017年11月03日 | 雨とぱんつ / 暗雲俄かに立ち込めり | KMKN2       |
| 2018年12月26日 | Best Records                      | HRLP152/153 |
| 2024年02月28日 | 大人のまじめなカバーシリーズ      | AQJH-77633  |

### 映像作品
| 発売日         | タイトル                                                      | 規格        | 規格品番              |
| -------------- | ------------------------------------------------------------- | ----------- | --------------------- |
| 2006年4月19日  | the Moon and the Sun.                                         | DVD         | CTBR-92044            |
| 2009年1月7日   | TOUR 2008 “Encyclopedia." FINAL                               | DVD         | CTBR-92055            |
| 2012年11月19日 | 秋の大演奏会                                                  | DVD+CD DVD  | CTBR-92088 CTBR-92089 |
| 2017年06月14日 | 円都空間 in 犬島                                              | Blu-ray DVD | UMXK-1044 UMBK-1248   |
| 2018年10月31日 | 15th Anniversary Live～長くなるでしょうからお夕飯はお早めに～ | DVD         | LNBM-1260             |

### 公式ピアノスコア集
- 安藤裕子 Selection for piano（2006年7月22日）

### 公式ギタースコア集
- ギター弾き語り安藤裕子Songbook（2010年4月12日）

## その他

### 参加作品
| 発売日         | タイトル                                                | 収録曲                                                               | 備考                                  | 規格品番                          |
| -------------- | ------------------------------------------------------- | -------------------------------------------------------------------- | ------------------------------------- | --------------------------------- |
| 2004年11月25日 | Sembello 『the second album』                           | fomalhaut                                                            | 歌唱・作詞                            | CTCR-14388                        |
| 2005年4月6日   | authentica～mellow                                      | 水色の調べ                                                           | コンピレーション                      | SRCL-5896                         |
| 2006年2月22日  | Fantastic Plastic Machine 『imaginations』              | paparuwa                                                             | 歌唱、Uchary Andrew 名義              | CTCR-14456                        |
| 2006年10月25日 | 宮川弾アンサンブル 『pied-piper』                       | マジカル                                                             | 歌唱                                  | CTCR-14484                        |
| 2007年4月11日  | BAZRA 『フトサマス』                                    | バブル                                                               | MVに友情出演                          | CTCR-14516                        |
| 2007年7月18日  | MUSEMENT 『Random Access Melody』                       | 僕の頭はF-WORD feat. 安藤裕子                                        | 歌唱・作詞                            | QACH-30004                        |
| 2008年3月26日  | 東京スカパラダイスオーケストラ 『Perfect Future』       | 女神の願い                                                           | コーラス参加                          | CTCR-14568                        |
| 2009年3月25日  | タイトルはLIFEです。                                    | life                                                                 | コンピレーション                      | AICL-2010                         |
| 2009年4月20日  | ravex 『trax』                                          | 悪い子見つけた。feat. 安藤裕子                                       | 歌唱・作詞                            | AVCD-23791                        |
| 2009年10月21日 | Curly Giraffe 『Thank You For Being A Friend』          | Fountain Of Youth feat.Yuko Ando                                     | 歌唱                                  | BUCA-1030                         |
| 2009年11月4日  | 冨田ラボ 『Shipahead』                                  | あの木の下で会いましょう feat. 安藤裕子 (NO MUSIC, NO LIFE. version) | 歌唱・作詞                            | RZC1-46426 RZCD-46436B RZCD-46437 |
| 2010年3月      | FM802 ACCESSキャンペーン                                | 開花宣言                                                             | 歌唱                                  |                                   |
| 2011年3月16日  | レキシ 『レキツ』                                       | ほととぎす feat. 聖徳ふとこ ※安藤裕子のレキシネーム                  | 歌唱・共同作詞                        | CTCR-14718B CTCR-14719            |
| 2013年7月3日   | 沖 祐市 『Gospel』                                      | 真夜中の列車のように～Midnight Express                               | 歌唱                                  | CTCR-14790                        |
| 2015年6月24日  | 松本隆 『風街であひませう』                             | ないものねだりのI Want You                                           | 歌唱、トリビュート                    | VICL-64356 VIJL-60251             |
| 2016年11月16日 | 「歌縁」- 中島みゆき RESPECT LIVE 2015                  | 世情                                                                 | 歌唱                                  | YCCW-10292                        |
| 2016年12月7日  | 銀杏BOYZ 『きれいなひとりぼっちたち』                   | なんとなく僕たちは大人になるんだ                                     | 歌唱、トリビュート                    | UPCH-2105                         |
| 2019年4月13日  | SHE'S                                                   | Clock feat. 安藤裕子 Remix by Yaffle                                 | 歌唱、配信限定                        |                                   |
| 2020年4月15日  | TK from 凛として時雨 『彩脳』 (初回生産限定盤)          | Last Eye Shinkiro white silence                                      | 歌唱、Disc2(LIVE音源)                 | AICL-3886 AICL-3887               |
| 2020年4月19日  | MUSIC UNITES AGAINST COVID-19                           | 王様は今日も犬の頭をなでている                                       | ライブハウス支援、配信期間限定        |                                   |
| 2023年10月18日 | 「キリエのうた」オリジナルサウンドトラック ～路花～     | 帰れない二人                                                         | 歌唱                                  | AVCD-63527                        |
| 2023年12月06日 | 近谷直之 ドラマ「パリピ孔明」オリジナルサウンドトラック | 泣いて馬謖を斬る                                                     | 歌唱                                  | PCCR-00746                        |
| 2023年12月13日 | 忘れらんねえよ 『いまも忘れらんねえよ。』               | 知ってら                                                             | 歌唱・詞曲書き換え Disc2 トリビュート | UMCA-10097                        |
| 2024年3月30日  | NHK Eテレ テイクテック2.0、みんなのうた                 | 学ぶ学ぶAI                                                           | 歌唱                                  |                                   |
| 2024年5月15日  | ～羊毛とおはなトリビュート～ 『まなざし』               | エピソード                                                           | 歌唱                                  | DLCD-001                          |
| 2024年12月18日 | Salyu 20th Anniversary Tribute Album "grafting"         | landmark                                                             | 歌唱                                  | TFCC-81112 TFCC-81115             |

### CM歌唱参加
|                      | タイトル                                                                                             | 楽曲                                                 |
| -------------------- | --- | ---------------------------------------------------- |
| 2005年1月            | ホンダ LIFE DIVA ｢スパークリングウォーター｣篇                                                        | Johnny Angel Fantastic Plastic Machine feat.安藤裕子 |
| 2005年～             | サッポロ Slims 「工藤さん ソファー」篇「観月さん ダンス」篇など                                      | paparuwa （ Üchary Andrew 名義）                     |
| 2013年4月            | キリンビバレッジ キリンの泡 「のぼりゆくしあわせ」篇                                                 | 白い雲のように                                       |
| 2015年9月            | niko and ... 2015秋冬キャンペーンムービー                                                            | コーラス参加                                         |
| 2020年9月            | Pampers低出生体重児を支援する「パンパースの肌へのいちばん」 「ちいさな奇跡に、いちばんの贈り物を」編 |                                                      |
| 2021年11月 2022年4月 | マクドナルド 「マックのおうち」篇 「ねるまえの、おまじない」篇                                       | Love Me Tender                                       |
| 2022年2月            | アサヒ 贅沢搾り 『僕だけが会える、贅沢な君です。』編                                                 | なんとなくなんとなく 安藤裕子/東郷清丸 Duet          |

### 楽曲提供
- 新垣結衣 - 「陽のかげる丘」（アルバム『そら』収録）（2007年12月5日）
- 稲森寿世 - 「晴れの日」（作詞）（2009年2月18日）
- コトリンゴ - 「友達になれるかな？」（作詞）（アルバム『trick & tweet』収録）（2009年9月16日）
- 豊崎愛生 - 「CHEEKY」（作詞・作曲）（2013年8月28日）
- 豊崎愛生 - 「一千年の散歩中」(作詞・作曲)（アルバム『all time Lovin'』収録）（2016年3月23日）
- KinKi Kids - 「道は手ずから夢の花」（作詞・作曲）（2016年11月2日）
- 中島美嘉×Salyu - 「Happy life」(作詞)（シングル『A or B』収録）（2017年5月12日）
- 豊崎愛生 - 「猫になる」(作詞・作曲)（アルバム『love your Best』収録）（2017年7月19日）
- 笹川美和 - 「melancholic」(作詞・作曲) & 「琥珀色の涙」 (作詞)（アルバム『新しい世界』収録）（2018年1月31日）
- VIXX - 「But Not For Me」(作詞)（アルバム『Reincarnation』収録）（2018年9月26日）
- Wakana - 「記憶の人」（作詞・作曲）（アルバム『Wakana』収録）（2019年3月20日）
- 薬師丸ひろ子 - 「今日」（作曲）（アルバム『Tree』収録）（2024年1月24日）

### タイアップ曲
- 映画『2LDK』エンディングテーマ曲 「隣人に光が差すとき」
- ドラマ『流星花園〜花より男子〜』エンディングテーマ曲 「サリー」
- アニメ『Gilgamesh』エンディングテーマ曲 「忘れものの森」
- 映画『人形霊』エンディングテーマ曲 「Lost child,」
- WOWOWドラマ『巷説百物語 狐者異』主題歌 「星とワルツ」
- 日立製作所 au W32H CMソング 「さみしがり屋の言葉達」
- 日立製作所 au W32H プリインストール 「さみしがり屋の言葉達 (Short size)」
- 月桂冠 つき CMソング 「のうぜんかつら（リプライズ）」
- いろメロミックスDX CMソング 「TEXAS」
- NTTドコモ P703i プリインストール 「The Still Steel Down」
- MUSIC ON! TV『Harmony with the Earth』使用曲 「Little Babe」
- 映画『自虐の詩』主題歌 「海原の月」
- 日本テレビ系『音楽戦士 MUSIC FIGHTER』2008年3月期エンディングテーマ 「パラレル」
- テレビ東京系『JAPAN COUNTDOWN』2008年5月度エンディングテーマ 「HAPPY」
- ニンテンドーDSソフト『レイトン教授と魔神の笛』エンディングテーマ 「Paxmaveti ラフマベティ -君が僕にくれたもの-」
- サッポロ飲料「ゲロルシュタイナー」CMソング 「問うてる」
- WEBドラマ『恋するセリフ』主題歌 「歩く」
- NHK総合ドラマ10『カレ、夫、男友達』主題歌 「輝かしき日々」
- 東武鉄道「特急スペーシア」CMソング 「地平線まで」
- フジテレビ 金曜プレステージ 『魔術はささやく』　主題歌「飛翔」
- 映画『四十九日のレシピ』主題歌 「Aloha 'Oe」
- フジテレビ 金曜プレステージ 『銭女』　主題歌「Lost child,」
- NHK総合ドラマ10『全力離婚相談』主題歌「人魚姫」
- 大阪ガス 「ダブル発電」CMソング「レガート」
- テレビ朝日系ドラマ『探偵物語』主題歌「探偵物語」
- 東京メトロ「Find my Tokyo」CMソング 「これでいいんだよ feat.TOKU」
- BSテレビ東京土曜ドラマ9『W県警の悲劇』主題歌　「鑑」
- NHK-FM『ミュージックライン』2019年6・7月度エンディングテーマ 「恋しい」
- アニメ『進撃の巨人 The Final Season』エンディングテーマ曲「衝撃」
- テレビ東京『うきわ ―友達以上、不倫未満―』オープニングテーマ「ReadyReady」

### 雑誌連載
- フリーペーパー DI:GA 「徒然唄」（終了）
- Soup. 「安藤裕子のHAPPY GO LUCKY♪」（終了）
- PHaT PHOTO 「miRu me, kiku me」（終了）
- PHaT PHOTO 「miRu me, kiku me 2」（終了）
- JILLE 「安藤裕子のU-Bee Chronicle」（終了）

## 関連ミュージシャン
- 安藤雄司（プロデュース） 通称：アンディ
  - 東京スカパラダイスオーケストラなどを手がけるディレクター。
  - プロデューサーとしてクレジットされており、曲の制作において安藤裕子、山本隆二とほぼ同等の発言力を持つ。コンサートでまれに披露される「チームアンディの唄」のアンディとは安藤雄司のことであり、安藤裕子からは「演奏には参加しないがバンドのメンバー」であるとして信頼されている。
- 山本隆二（編曲・キーボードなど） 通称：もっさん
全ての曲で編曲を担当し、共同作曲者としてクレジットされている曲も多数ある（前出の出世作「のうぜんかつら（リプライズ）」など）。また、コンサートではバンドマスターを務める。安藤裕子自身は基本的に楽器が使えないこともあり、安藤の音楽活動における最重要人物といえる。
- 宮川弾（楽曲提供）

レコーディング・ライブツアーに参加
- 加藤隆志（ギター）東京スカパラダイスオーケストラのギタリスト
- 茂木欣一（ドラムス）フィッシュマンズ、東京スカパラダイスオーケストラのドラマー
- 山本タカシ（ギター）
- 沖山優司（ベース）
- 大田譲（ベース）カーネーションのベーシスト
- TOKIE（ベース）
- 三浦謙太郎（ベース）BAZRAのベーシスト
- 佐野康夫（ドラムス）
- 矢部浩志（ドラムス）
- 沼澤尚（ドラムス）
- 新居昭乃（コーラス）
- 村田陽一（トロンボーン）